# Taça WSE
A Taça WSE é uma competição europeia de clubes de Hóquei em Patins. 
É a segunda competição mais importante da World Skate Europe – Rink Hockey depois da Liga dos Campeões da WSE.
Até à época 2018/19 chamava-se Taça CERS, passando se depois a designar de Taça World Skate Europe ou simplesmente Taça WSE.
A Taça WSE disputa-se desde 1980/81 e reflete o domínio da Espanha, Portugal e Itália no Hóquei em patins europeu: apenas por uma vez, na primeira edição da competição, uma equipa de outra federação conseguiu chegar à final – e perdeu. 
A hegemonia destes três países é indiscutível, havendo entre eles um grande equilíbrio no número de Taças WSE conquistadas.

## Formato
Durante a sua existência como Taça CERS, o formato consistiu em eliminatórias sucessivas a duas mãos até 2008, ano em que se adoptou o formato de final-four.
Em 2021-22 é adoptada uma fase de grupos seguida dos quartos de final e final four.
No ano seguinte a WSE procede a uma nova reformulação dos seus quadros competitivos após o boicote dos clubes mais importantes da modalidade à edição anterior da Liga dos Campeões da WSE. 
Neste novo formato, é disputada uma fase preliminar, de grupos a uma volta única e em sede única, por equipas apuradas diretamente para a Taça WSE e equipas eliminadas da 1ª fase de qualificação da Liga dos Campeões da WSE. O número de grupos e de equipas por grupo depende do número de participantes. Desta fase apuram-se sempre oito equipas.
Na fase seguinte, oitavos de final, às oito equipas apuradas da fase anterior juntam-se oito equipas eliminadas da 2ª fase de qualificação da Liga dos Campeões da WSE. Seguem-se os quartos de final e final four. Os oitavos e quartos de final são disputados a duas mãos.

## Histórico
Fonte

### Final a duas mãos
| Época   | Vencedor         | Resultado | Finalista        |
| ------- | ---------------- | --------- | ---------------- |
| 1980–81 | GD Sesimbra      | 4–1, 2–0  | RC Lichstadt     |
| 1981–82 | HC Liceo Coruña  | 12–4, 8–6 | HC Monza         |
| 1982–83 | Amatori Vercelli | 6–4, 7–2  | AFP Giovinazzo   |
| 1983–84 | Sporting CP      | 1–4, 11–3 | Hockey Novara    |
| 1984–85 | Hockey Novara    | 4–4, 7–4  | Cerdanyola CH    |
| 1985–86 | CP Tordera       | 6–6, 11–4 | Hockey Bassano   |
| 1986–87 | Amatori Lodi     | 5–7, 6–3  | CE Noia          |
| 1987–88 | Amatori Vercelli | 3–4, 4–1  | CD Paço de Arcos |
| 1988–89 | HC Monza         | 13–4, 4–5 | Igualada HC      |
| 1989–90 | Hockey Seregno   | 3–3, 7–6  | FC Barcelona     |
| 1990–91 | SL Benfica       | 4–6, 10–3 | Reus Deportiu    |
| 1991–92 | Hockey Novara    | 2–4, 4–1  | Igualada HC      |
| 1992–93 | Hockey Novara    | 8–2, 6–3  | Hockey Thiene    |
| 1993–94 | FC Porto         | 2–5, 7–1  | CP Vic           |
| 1994–95 | OC Barcelos      | 4–6, 6–0  | CP Tordera       |
| 1995–96 | FC Porto         | 3–0, 7–1  | CP Tordera       |
| 1996–97 | UD Oliveirense   | 3–2, 5–3  | ACR Gulpilhares  |
| 1997–98 | CE Noia          | 5–2, 2–4  | CD Paço de Arcos |
| 1998–99 | HC Liceo Coruña  | 4–7, 5–0  | OC Barcelos      |
| 1999–00 | CD Paço de Arcos | 8–2, 3–2  | CP Voltregà      |
| 2000–01 | CP Vic           | 4–4, 5–3  | CE Noia          |
| 2001–02 | CP Voltregà      | 3–5, 5–2  | FC Porto         |
| 2002–03 | Reus Deportiu    | 2–3, 5–0  | CE Lleida        |
| 2003–04 | Reus Deportiu    | 4–0, 0–1  | Hockey Bassano   |
| 2004–05 | Follonica Hockey | 4–0, 4–4  | Hockey Bassano   |
| 2005–06 | FC Barcelona     | 3–1, 2–0  | CP Vilanova      |
| 2006–07 | CP Vilanova      | 1–1, 4–2  | Candelária SC    |

### Formato Final-four
| Época   | Vencedor                                 | Resultado                                | Finalista                                | Sede (final-four)                        |
| ------- | ---------------------------------------- | ---------------------------------------- | ---------------------------------------- | ---------------------------------------- |
| 2007–08 | CP Tenerife                              | 4–4 (2–1 g.p.)                           | Hockey Valdagno                          | Dinan, França                            |
| 2008–09 | CH Mataró                                | 2–1 (prol.)                              | CH Lloret                                | Lloret de Mar, Espanha                   |
| 2009–10 | HC Liceo Coruña                          | 7–2                                      | Blanes HCF                               | Torres Novas, Portugal                   |
| 2010–11 | SL Benfica                               | 6–4                                      | CP Vilanova                              | Vilanova i la Geltrú, Espanha            |
| 2011–12 | Hockey Bassano                           | 2–2 (3–1 g.p.)                           | HC Braga                                 | Bassano del Grappa, Itália               |
| 2012–13 | CE Vendrell                              | 3–2 (prol.)                              | CP Vic                                   | El Vendrell, Espanha                     |
| 2013–14 | CE Noia                                  | 4–3                                      | Hockey Breganze                          | Forte dei Marmi, Itália                  |
| 2014–15 | Sporting CP                              | 2–2 (2–1 g.p.)                           | Reus Deportiu                            | Igualada, Espanha                        |
| 2015–16 | OC Barcelos                              | 6–3                                      | CP Vilafranca                            | Barcelos, Portugal                       |
| 2016–17 | OC Barcelos                              | 4–2                                      | Viareggio                                | Viareggio, Itália                        |
| 2017–18 | CE Lleida                                | 2–2 (1–0 g.p.)                           | OC Barcelos                              | Lérida, Espanha                          |
| 2018–19 | CE Lleida                                | 6-3                                      | Sarzana                                  | Lérida, Espanha                          |
| 2019–20 | Abandonada devido à Pandemia de COVID-19 | Abandonada devido à Pandemia de COVID-19 | Abandonada devido à Pandemia de COVID-19 | Abandonada devido à Pandemia de COVID-19 |
| 2020–21 | CE Lleida                                | 5-3                                      | Sarzana                                  | Andorra-a-Velha, Andorra                 |
| 2021–22 | CP Calafell                              | 6–5                                      | Follonica Hockey                         | Paredes, Portugal                        |
| 2022–23 | Voltregá                                 | 5–4                                      | HC Braga                                 | Lérida, Espanha                          |
| 2023–24 | Igualada HC                              | 4–2                                      | Follonica Hockey                         | Igualada, Espanha                        |
| 2024–25 | Igualada HC                              | 2–0                                      | SC Tomar                                 | Igualada, Espanha                        |

## Palmarés

### Por clube
| Equipa           | Vitórias | Finalista vencido | Anos vitórias    | Anos finalista vencido |
| ---------------- | -------- | ----------------- | ---------------- | ---------------------- |
| OC Barcelos      | 3        | 2                 | 1995, 2016, 2017 | 1999, 2018             |
| CE Lleida        | 3        | 1                 | 2018, 2019, 2021 | 2003                   |
| Hockey Novara    | 3        | 1                 | 1985, 1992, 1993 | 1984                   |
| HC Liceo Coruña  | 3        | 0                 | 1982, 1999, 2010 |                        |
| Noia             | 2        | 2                 | 1998, 2014       | 1987, 2001             |
| Reus Deportiu    | 2        | 2                 | 2003, 2004       | 1991, 2015             |
| Igualada         | 2        | 2                 | 2024, 2025       | 1988, 1992             |
| FC Porto         | 2        | 1                 | 1994, 1996       | 2002                   |
| Voltregá         | 2        | 1                 | 2002, 2023       | 2000                   |
| Sporting CP      | 2        | 0                 | 1984, 2015       |                        |
| SL Benfica       | 2        | 0                 | 1991, 2011       |                        |
| Amatori Vercelli | 2        | 0                 | 1983, 1988       |                        |
| Hockey Bassano   | 1        | 3                 | 2012             | 1986, 2004, 2005       |
| Vilanova         | 1        | 2                 | 2007             | 2006, 2011             |
| Vic              | 1        | 2                 | 2001             | 1994, 2013             |
| CD Paço de Arcos | 1        | 2                 | 2000             | 1988, 1998             |
| Tordera          | 1        | 2                 | 1986             | 1995, 1996             |
| Follonica Hockey | 1        | 2                 | 2005             | 2022, 2024             |
| FC Barcelona     | 1        | 1                 | 2006             | 1990                   |
| HC Monza         | 1        | 1                 | 1989             | 1982                   |
| CP Calafell      | 1        | 0                 | 2022             |                        |
| Vendrell         | 1        | 0                 | 2013             |                        |
| Mataró           | 1        | 0                 | 2009             |                        |
| Tenerife         | 1        | 0                 | 2008             |                        |
| UD Oliveirense   | 1        | 0                 | 1997             |                        |
| Hockey Seregno   | 1        | 0                 | 1990             |                        |
| Amatori Lodi     | 1        | 0                 | 1987             |                        |
| GD Sesimbra      | 1        | 0                 | 1981             |                        |
| Sarzana          | 0        | 2                 |                  | 2019, 2021             |
| HC Braga         | 0        | 2                 |                  | 2012, 2023             |
| Lichstadt        | 0        | 1                 |                  | 1981                   |
| Giovinazzo       | 0        | 1                 |                  | 1983                   |
| Cerdanyola       | 0        | 1                 |                  | 1985                   |
| Hockey Thiene    | 0        | 1                 |                  | 1993                   |
| ACR Gulpilhares  | 0        | 1                 |                  | 1997                   |
| Candelária SC    | 0        | 1                 |                  | 2007                   |
| Hockey Valdagno  | 0        | 1                 |                  | 2008                   |
| Lloret           | 0        | 1                 |                  | 2009                   |
| Blanes           | 0        | 1                 |                  | 2010                   |
| Breganze         | 0        | 1                 |                  | 2014                   |
| CP Vilafranca    | 0        | 1                 |                  | 2016                   |
| Viareggio        | 0        | 1                 |                  | 2017                   |
| Tomar            | 0        | 1                 |                  | 2025                   |

### Por país
| País     | Vitórias | Finalista |
| -------- | -------- | --------- |
| Espanha  | 22       | 19        |
| Portugal | 12       | 10        |
| Itália   | 10       | 14        |
| Holanda  | 0        | 1         |

## Ligações Externas
- WSEurope
- HoqueiPT
- Hoqueipatins.com
- plurisports
- rinkhockey.net